# Saison 1982-1983 de la LIH
Saison précédente Saison suivante
La Saison 1982-1983 est la trente-huitième saison de la ligue internationale de hockey.
Les Goaldiggers de Toledo remportent la Coupe Turner en battant les Admirals de Milwaukee en série éliminatoire.

## Saison régulière
Ajout à la ligue avant le début de la saison des Prancers de Peoria.

### Classement de la saison régulière
Pour les significations des abréviations, voir Statistiques du hockey sur glace.
| Équipe                | PJ | V  | D  | N  | PTS | Bp  | Bc  |
| --------------------- | -- | -- | -- | -- | --- | --- | --- |
| Goaldiggers de Toledo | 82 | 51 | 21 | 10 | 113 | 362 | 269 |
| Komets de Fort Wayne  | 82 | 45 | 26 | 11 | 103 | 377 | 344 |
| Generals de Flint     | 82 | 35 | 36 | 11 | 82  | 317 | 340 |
| Gears de Saginaw      | 82 | 29 | 44 | 9  | 71  | 332 | 376 |

| Équipe                | PJ | V  | D  | N  | PTS | Bp  | Bc  |
| --------------------- | -- | -- | -- | -- | --- | --- | --- |
| Admirals de Milwaukee | 82 | 43 | 30 | 9  | 98  | 407 | 312 |
| Wings de Kalamazoo    | 82 | 32 | 44 | 6  | 76  | 311 | 341 |
| Mohawks de Muskegon   | 82 | 29 | 41 | 12 | 71  | 335 | 354 |
| Prancers de Peoria    | 82 | 25 | 47 | 10 | 62  | 330 | 435 |

### Meilleurs pointeurs
Nota : PJ = Parties Jouées, B  = Buts, A = Aides, Pts = Points
| Joueur         | Équipe     | PJ | B  | A   | Pts |
| -------------- | ---------- | -- | -- | --- | --- |
| Dale Yakiwchuk | Milwaukee  | 79 | 38 | 100 | 138 |
| Dirk Graham    | Toledo     | 78 | 70 | 55  | 125 |
| Claude Noel    | Toledo     | 82 | 42 | 82  | 124 |
| Fred Berry     | Milwaukee  | 71 | 47 | 74  | 121 |
| Ron Leef       | Fort Wayne | 77 | 57 | 63  | 120 |
| Danny Lecours  | Milwaukee  | 82 | 75 | 42  | 117 |
| Brent Jarrett  | Saginaw    | 82 | 37 | 75  | 112 |
| Paul Fenton    | Peoria     | 82 | 60 | 51  | 111 |
| Tony Fiore     | Flint      | 72 | 66 | 44  | 110 |
| Jim Egerton    | Muskegon   | 79 | 56 | 50  | 106 |

## Trophée remis
Par équipe
- Coupe Turner (champion des séries éliminatoires) : Goaldiggers de Toledo.
- Trophée Fred-A.-Huber (champion de la saison régulière) : Goaldiggers de Toledo.

Individuel
- Trophée Leo-P.-Lamoureux (meilleur pointeur) : Dale Yakiwchuk, Admirals de Milwaukee.
- Trophée James-Gatschene (MVP) : Claude Noel, Goaldiggers de Toledo.
- Trophée Garry-F.-Longman (meilleur joueur recrue) : Tony Fiore, Generals de Flint.
- Trophée Ken-McKenzie (meilleur recrue américaine) : Paul Fenton, Prancers de Peoria.
- Trophée des gouverneurs (meilleur défenseur) : Jim Burton, Komets de Fort Wayne et Kevin Willison, Admirals de Milwaukee.
- Trophée James-Norris (gardien avec la plus faible moyenne de buts alloués) : Lorne Molleken, Goaldiggers de Toledo.